# Fum as-Samaka
Fum as-Samaka (arabisch فم السمكة, DMG Fum as-Samaka ‚Maul des Fisches‘; nach englischer Umschrift Fum al Samakah, vgl. Fomalhaut) ist der Name des Sterns β (beta) Piscium im Sternbild Fische. 
Fum as-Samaka gehört der Spektralklasse B6Ve an und besitzt eine scheinbare Helligkeit von ca. +4,5m. Fum as-Samaka ist ca. 410 Lichtjahre entfernt.